# Räds ej bekänna Kristi namn
Räds ej bekänna Kristi namn är en konfirmationspsalm om kristet bekännarmod av Erik Natanael Söderberg från år 1911. De fyra stroferna börjar alla med uppmaningar: ”Räds ej bekänna Kristi namn”, ”Blygs ej för Kristi ord”, ”Vik ej från Kristi kors” och ”Bevara som din högsta skatt”. Psalmen har ofta sjungits vid konfirmationshögtider. 
Tredje strofen bearbetades något för 1986 års psalmbok. Orden ”men åt Guds trogna det beskär” har ändrats till ”men Herrens trogna finner där”.
Melodin (Bess-dur, 4/4) är av William Croft och komponerades år 1708. Den används även till psalmerna O Gud, vår hjälp i gångna år och Guds väg i dunkel ofta går. Enligt Koralbok för Nya psalmer, 1921 angavs melodin då vara komponerad av William Tans'ur och varande samma melodi som till psalmerna Fram skrider året i sin gång (1921 nr 645), O tänk, när en gång samlad står (1921 nr 672), Den kärlek du till världen bar (1937 nr 74).

## Publicerad som
- Nr 604 i Nya psalmer 1921, tillägget till 1819 års psalmbok under rubriken "Det Kristliga Troslivet: Troslivet hos den enskilda människan: De trognas helgelse och krisliga vandel: Den dagliga förnyelsen i Kristi efterföljelse".
- Nr 228 i 1937 års psalmbok under rubriken "Konfirmation".
- Nr 88 i Den svenska psalmboken 1986, Cecilia 1986, Psalmer och Sånger 1987, Segertoner 1988 och Frälsningsarméns sångbok 1990) under rubriken "Vittnesbörd - tjänst - mission".
- Nr 423 i Finlandssvenska psalmboken 1986 under rubriken "Kallelse och efterföljd".